# Langhaugane
Langhaugane är en tätort i Sunnfjords kommun i Vestland fylke i västra Norge. Orten ligger vid Europaväg 39 och riksväg 5, på norra sidan av älven Jølstra.
Tidigare har orten tillhört dåvarande Jølsters kommun.